# Landry's Restaurant
Landry's Restaurant Inc est une société américaine de restauration et de divertissements, basée à Houston au Texas. Elle possède 28 concepts de restaurants à thème, ainsi que des casinos, des hôtels, des centres de congrès et des zones de loisirs. Elle est présente en 2005 dans 35 États des États-Unis d'Amérique. Elle a racheté fin 2000 la chaîne de restaurants Rainforest Cafe.

## Historique
Le 27 février 2006, Landry achète 80 % de T-Rex Cafe à la société Schussler Creative et annonce l'ouverture de restaurants à Kansas City et à Downtown Disney Floride, Orlando,
Le 14 octobre 2008, Landry's Restaurant Inc ouvre un T-Rex Cafe à Downtown Disney Floride.

## Organisation

### Divisions
- Hospitality avec les Boardwalk Inn, Inn at the Ballpark, San Luis Hotel & Resort, Holiday Inn Galveston, Hilton Galveston'
- The Events Company - organisations d'événements et traiteur dans la région de Houston
- Galveston Island Convention Center un centre de congrès

### Filiales
- Landry's Gaming, Inc. - qui gère 
  - Les hôtels et casinos Golden Nugget
  - Les Signature Restaurants - La Griglia, Grotto, Pesce, Willie G's Seafood and Steakhouse, Brenner's Steakhouse and Vic & Anthony's Steakhouse

### Lieux de loisirs
- Boardwalk FantaSea Yacht Charters
- Galveston Island Historic Pleasure Pier
- Kemah Boardwalk

### Restaurants à thème
- Landry's Seafood House
- Willie G's Seafood and Steakhouse
- Aquarium Restaurant
- Downtown Aquarium
- Babin's Seafood House
- Big Fish Seafood Bistro
- Brenner's Steakhouse
- Bubba Gump Shrimp Company
- Cadilac Bar
- Charley's Crab
- Chart House
- The Crab House
- Fisherman's Wharf Seafood Grill
- The Flying Dutchman Restaurant & Oyster Bar
- Grotto
- Harlow's Food & Fun
- Joe's Crab Shack
- Kemah Boardwalk
- La Griglia
- Muer Seafood Restaurants
- Peohe
- Pesce
- The Phoenix
- The Pizza Oven
- Rainforest Cafe
- The Rusty Duck Restaurant & Saloon
- Saltgrass Steakhouse
- The Coffee House
- T-Rex Cafe (nouveau concept développé en 2006)
- Vic & Anthony's Steakhouse